# Орбита
Вижте пояснителната страница за други значения на Орбита.
Във физиката, орбита  е траекторията, която описва обект в движението си около друг обект под действието на консервативни сили като гравитацията и електромагнетизма.

## История
Математически видовете орбити за пръв път са анализирани от Йохан Кеплер, който формулира три закона на орбиталното движение. Той установява, че орбитите на телата в Слънчевата система са елипси, а не кръгови или епициклични, както се е смятало преди това.
Исак Нютон формулира общата теория на гравитацията и показва, че законите на Кеплер са частен случай при маса на тялото в орбита, много по-малка от масата на централното тяло. Нютон доказва, че двойка гравитационно свързани тела обикалят около общия си център (наречен барицентър), като размерите на орбитите им са обратно пропорционални на техните маси. В случай, че едното тяло превъзхожда многократно по маса другото (като например Слънцето и Земята), то е удобно да се приеме, че центърът на масивното тяло съвпада с общия барицентър.

## Планетарни орбити
В една планетарна система планетите, астероидите, кометите и космическият прах обикалят около звездата на системата по елиптични орбити. Обекти, които се движат по параболични или хиперболични траектории, не са гравитационно свързани със звездата и не се считат за част от планетарната система. До 2017 г. в Слънчевата система не са наблюдавани тела (освен такива с човешки произход, като космически апарати) на хиперболична орбита. През октомври 2017 е открит първият междузвезден астероид 1I/Оумуамуа и две години по-късно - междузвездната комета 2I/Борисов, които се движат по хиперболични орбити и преминават еднократно през Слънчевата система. Същевременно, голям брой дългопериодични комети, с произход от Облака на Оорт, се движат по силно елиптични орбити, близки до параболичната (е = 1) и най-малко гравитационно въздействие може да ги изхвърли от Слънчевата система.  Тела, които са гравитационно свързани с някоя от планетите в една планетарна система (естествени или изкуствени спътници), се намират на орбита около планетата.
Поради взаимодествието между различните планети ексцентрицитетите на орбитите им (особено на по-малките планети) варира. Например за ексцентрицитета на Меркурий се счита, че може да варира от 0 (кръгова орбита) до 0,4 (силно елиптична орбита). Плутон има най-големия ексцентрицитет от всички планети, но неговата орбита бива стабилизирана от орбиталния резонанс, в който планетата се намира с Нептун. Нептун и Венера имат най-малките ексцентрицитети от планетите в Слънчевата система.
Периапсида се нарича точката от орбитата на даден обект, която е най-близка до централното тяло и в нея тялото се движи с най-голяма скорост, а апоапсида се нарича точката от орбитата, която е най-отдалечена и скоростта е най-малка. Ако орбитата е елиптична, централното тяло винаги се намира в единия фокус на елипсата (няма нищо забележително относно другия фокус). Правата, съединяваща двете апсиди, се нарича голяма ос на орбитата.
Виж още закони на Кеплер.

## Понятие за орбита
Съществуват няколко начина за онагледяване на орбиталното движение.
- По време на орбиталното си движение обектът непрекъснато пада към централното тяло, но поради скоростта си постоянно го „подминава“ и се задържа на определено разстояние.
- Силата на гравитацията подобно на въже задържа обекта в орбита. Без въжето обектът би отлетял по праволинейна траектория.

Като пример нека вземем следната ситуация. На висока планина на повърхността на Земята (по-висока дори от атмосферата, за да могат да се пренебрегнат ефектите на атмосферното съпротивление), се намира оръдие. Оръдието изстрелва гюле хоризонтално.
Ако гюлето има ниска начална скорост, то бързо ще загуби височина и ще падне на повърхността (A). Ако началната скорост се увеличава, то гюлето ще изминава все по-голямо разстояние, преди да падне на повърхността. При определена начална скорост то въобще няма да падне на повърхността, а ще бъде изведено в околоземна орбита, понеже земната кривина не му позволява да падне на повърхността (C). При още по-голяма начална скорост орбитата на гюлето ще стане по-ексцентрична.

## Закони на Нютонза движението
За система, състояща се само от две тела и под действието единствено на взаимната им гравитация, орбитите могат да бъдат изведени в аналитичен вид и точно изчислени, използвайки законите на Нютон за движението и гравитацията.
Удобно е орбиталното движение да се опише спрямо координатна система с начало, съвпадащо с центъра на по-тежкото от двете тела, като за по-лекото се приема, че се намира на орбита около по-тежкото.
В случай на две тела, техните орбити представляват двуизмерни криви. Те могат да бъдат отворени, или още наричани траектории, или затворени, в зависимост от това дали двете тела запазват разстоянието между тях в определени граници или се отдалечават в безкрайността. Потенциалната енергия на неподвижно тяло в безкрайността е равна на нула.
При затворена траектория (орбита), сборът от кинетичната енергия на движението на тялото и потенциалната енергия на гравитационното взаимодействие е отрицателна. При хиперболична траектория този сбор е положителен, а при параболична е нула. При отворена орбита орбиталната скорост на по-лекото тяло е винаги по-голяма или равна на втора космическа скорост на даденото орбитално разстояние спрямо по-тежкото тяло и обратно при затворена траектория.
При две взаимодействащи тела всички възможни траектории са конични сечения. Отворената траектория има форма на хипербола или парабола, докато затворената има форма на елипса или окръжност.
За затворените орбити е характерно периодичното движение, за първи път систематизирано от Йохан Кеплер в частния случай на Слънчевата система:
1. Орбитата на дадена планета около Слънцето има форма на елипса, като Слънцето заема един от фокусите на елипсата. Орбитата лежи в равнина, която се нарича орбитална равнина.
2. Векторът, съединяващ Слънцето и планетата за единица време винаги покрива една и съща площ, независимо от положението на планетата спрямо Слънцето.
3. За всяка планета отношението на третата степен на средното разстояние до Слънцето към втората степен на орбиталния ѝ период е константа.

За случаи с три и повече тела са намерени решения само за частни случаи, в които масата на едно или повече тела може да се пренебрегне спрямо останалите. През 1912 г. Карл Сундман открива метод за изчисление на орбитите на три взаимодействащи тела, но методът използва сумиране на безкрайна геометрична прогресия и не е от практическо значение (изисква сумирането на поне 108000000 члена, за да постигне приемлива точност.
За получаване на приближено решение в случай на много взаимодействащи тела е възможно добавянето на пертурбационни членове към уравненията за елиптично движение, които да отразяват въздействието на другите тела (освен централното). Този метод е удобен за сравнително крактосрочни изчисления на положенията на небесните тела за навигационни цели.
От друга страна, вместо да се търси точно решение, е възможно да се интегрират силите на взаимодействащите тела, използвайки числени методи за решаване на диференциални уравнения при дадени начални стойности. Използва се основният закон на Нютон {\displaystyle F=ma}, като се сумират всички сили въздействащи върху дадено тяло и след това резултатната сила се използва за определяне на положението на тялото след кратък период (интеграционна стъпка), през който се счита, че въздействащите сили не се изменят. При следващата стъпка силите се изчисляват наново и процесът се повтаря. Резултатите на този метод зависят от точността, с която се извършвант аритметичните операции и дължината на интеграционната стъпка, която трябва да бъде по-голяма от нула.

## Анализ на орбиталното движение
При анализ на движението под действието на дадена сила, винаги насочена към определна точка, е удобно да се използват полярни координати с център центъра на силата. В полярни координати спрямо масивното тяло, тангенциалният и нормалният компонент на ускорението се дават по формулите:
{\displaystyle {\frac {d^{2}r}{dt^{2}}}-r\left({\frac {d\theta }{dt}}\right)^{2}}
и
{\displaystyle {\frac {1}{r}}{\frac {d}{dt}}\left(r^{2}{\frac {d\theta }{dt}}\right)}.
Понеже силата е винаги нормална, тангенциалното ускорение е нула от което слева че:
{\displaystyle {\frac {d\theta }{dt}}=hu^{2}},
където h е интеграционна променлива, а u е 1/r. Ако приемем нормалната сила за f(r) за единица маса на тялото в орбита, то при елиминиране на времето от нормалния компонент следва че:
{\displaystyle {\frac {d^{2}u}{d\theta ^{2}}}+u={\frac {f(1/u)}{h^{2}u^{2}}}}.
В този случай дясната страна на уравнението е константа в случай на сила обратнопропорционална на разстоянието и уравнението може да се разглежда като хармонична осцилация.
Така уравнението на орбитата описана от тялото е:
{\displaystyle r={\frac {1}{u}}={\frac {l}{1+e\cos(\theta -\phi )}}},
където φ и e са интеграционни константи. Това е уравнение на конично сечение в полярни координати.

## Орбитални параметри
Виж орбитални елементи.
В случай на елиптична орбита са в сила следните зависимости между дължината на осите, полуосите и ексцентрицитета:
Голяма полуос = (периапсида + апоапсида)/2 = средногеометричен радиус
Периапсида = главна полуос × (1 – ексцентрицитет) = минимално разстояние
Апоапсида = главна полуос × (1 + ексцентрицитет) = максимално разстояние
За подробности относно видовете „средни радиуси“ виж тук.

## Загуба на орбитална енергия
Загубата на орбитална енергия типично настъпва вследствие на триенето на обекта с горните слоеве на атмосферата на тялото, около което той се намира на орбита. Близко до периапсидата обектът се сближава максимално с тялото и атмосферното съпротивление нараства експоненциално, оказвайки триене, което понижава кинетичната енергия на обекта. При всяко последващо сближение орбитата на обекта става все по-малко и по-малко ексцентрична, докато най-накрая той не загуби достатъчно енергия и падне на повърхността.
Триенето, което оказва земната атмосфера, зависи от интензивността на слънчевия вятър, като при горната ѝ граница може да варира до сто километра.
Загуба на орбитална енергия настъпва и при изкуствени спътници, снабдени с дълги проводими елементи като антени. В антената, която пресича магнитно поле на земното магнитното поле, се поражда напрежение, което от своя страна поражда ток и така част от орбиталната енергия на спътника се превръща в топлина на антената вследствие на съпротивлението на антената.
Друг начин за въздействието на орбитата на дадено тяло е чрез слънчеви или магнитни платна. При тези форми на придвижване не се изисква складиране на енергия в обекта, а се използва външна енергия, обикновено на звездата на планетната система или близка планета (виж още статит за такава предполагаема система).
Приливните сили на централното тяло също могат да доведат до загуба на орбитална енергия, ако обектъът се намира на подстационарна орбита. Гравитацията на обекта поражда издутини върху повърхността на централното тяло, които поради факта, че той се намира на подстационарна орбита, изостават от неговото движение около централното тяло. Вследствие на това гравитацията на изоставащата издутина привлича обекта към себе си, ефективно забавяйки неговото орбитално движение и ускорявайки въртенето на централното тяло. По този начин орбиталната енергия на обекта, намиращ се в орбита, се прехвърля върху централното тяло под формата на енергия на въртене. При надстационарна орбита ефектът е обратен – енергията се прехвърля от централното тяло към обекта на орбита поради факта, че обектът е достатъчно далече и орбиталният му период е по-бавен от периода на въртене на тялото.
Ефектът на приливните сили е незначителен за малки тела като изкуствени спътници и космически кораби, но е от голямо значение за естествените спътници, особено на тези, намиращи се на близка орбита около техните планети или имащи ретроградно въртене. Например, изчислено е, че спътникът Фобос на планетата Марс след около 50 милиона години ще загуби достатъчно орбитална скорост и ще се разбие на повърхността на планетата или ще се разпръсне под формата на планетарен пръстен след преминаването на границата на Рош.
Съществува още един екзотичен механизъм за загуба на орбитална енергия – излъчване на гравитационни вълни. Този механизъм е описан за първи път в Общата теория на относителността на Алберт Айнщайн през 1915 г. При повечето обекти той е пренебрежимо малък и добива значение само при тела с огромна маса и изпитващи значителни ускорения като неутронни звезди или черни дупки на близка орбита.

## Земни орбити
Виж още земна орбита.
- Ниска околоземна орбита
- Висока околоземна орбита
- Средна кръгова орбита
- Геостационарна орбита
- Геосинхронна орбита
- Геостационарна преходна орбита
- Орбита Мълния
- Полярна орбита
- Полярна околослънчева синхронна орбита

## Изменение на гравитацията
Гравитационната константа G е дефинирана по следния начин:
- 6,6742 × 10−11 N·m2/kg2
- 6,6742 × 10−11 m3/(kg·s2)
- 6,6742 × 10−11(kg/m3)-1s-2.

Тя е с размерност -1 време-2.
При увеличение на размерите на орбитата и на съставящите тела без изменение на тяхната плътност, формата на орбитите се запазва, но не и орбиталния период. За запазване на орбиталния период, при увеличаване на размерите два пъти е необходимо масите на телата да бъдат увеличени 8 пъти. В този случай силата на гравитацията ще се намали 16 пъти, а ускоренията – 2 пъти. Следват още два примера:
- Ако плътностите на всички обекти се увеличат четири пъти, то орбитите ще се запазят при удвоени орбитални скорости
- Ако плътностите се увеличат четири пъти и орбиталните разстояния се намалят на половина, то орбитите се смалят два пъти запазвайки формата си, както и запазвайки орбиталната скорост.

Тези свойства се илюстрират от формулата:
{\displaystyle GT^{2}\sigma =3\pi \left({\frac {a}{r}}\right)^{3},}
Където елиптичната орбита е със голяма полуос {\displaystyle a}, централното тяло има радиус {\displaystyle r} и 
средна плътност σ, а {\displaystyle T} е орбиталния период.

## Роля в еволюцията на теорията за строежа на атома
Ранната теория за строежа на атома на Ърнест Ръдърфорд описва атома като миниатюрна Слънчева система с център атомното ядро еквивалентно на Слънцето, и електрони подобни на планети на орбити около ядрото задъ̀ржани от силата на Кулон. Впоследствие този модел е заменен с квантовия модел, но някои от наименованията като електронна орбитала са останали.